# Křížovka

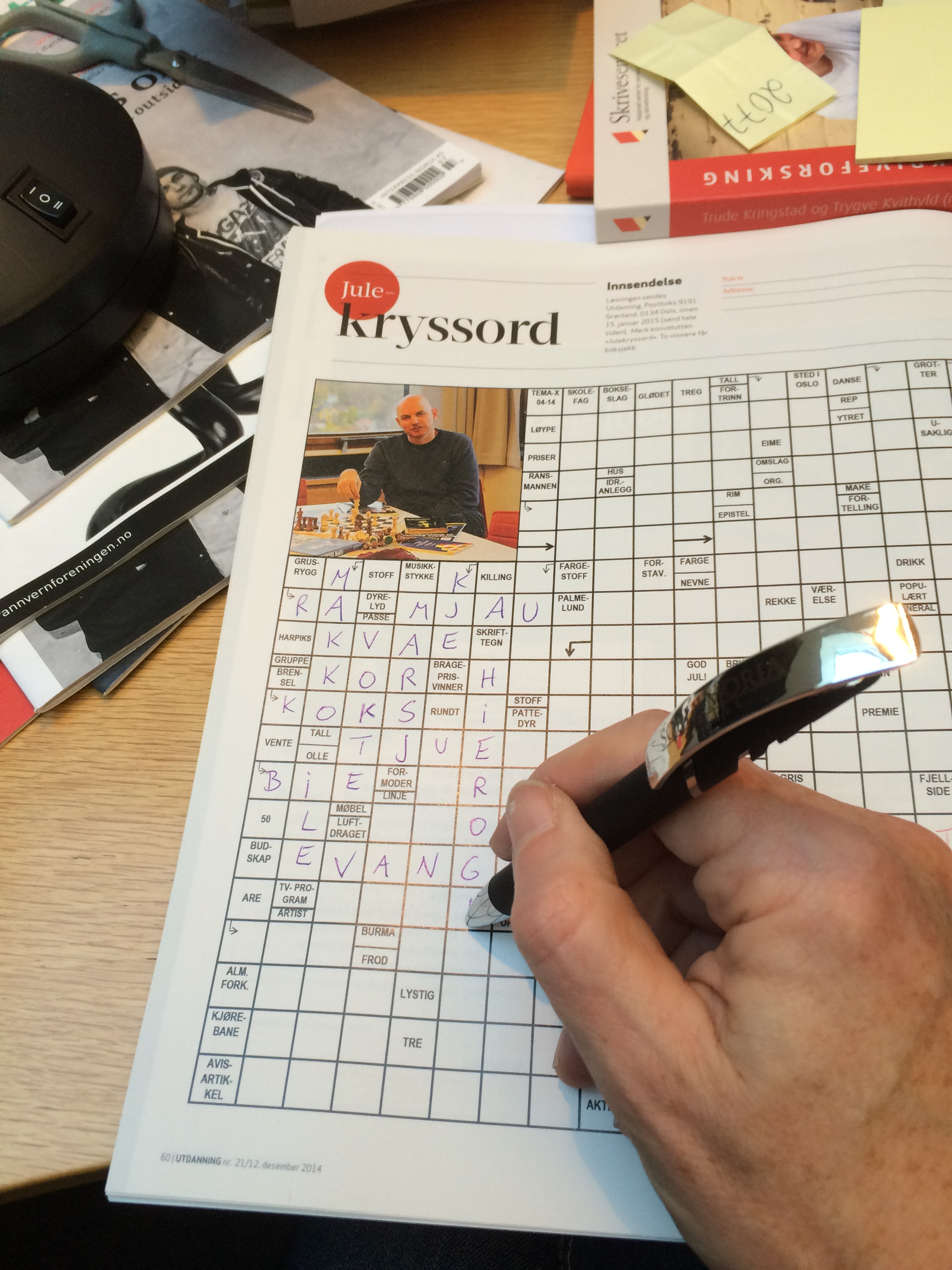
Luštění křížovky

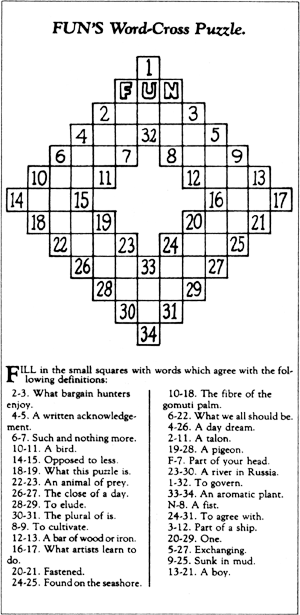
První křížovka byla zveřejněná v New York World 21. prosince 1913

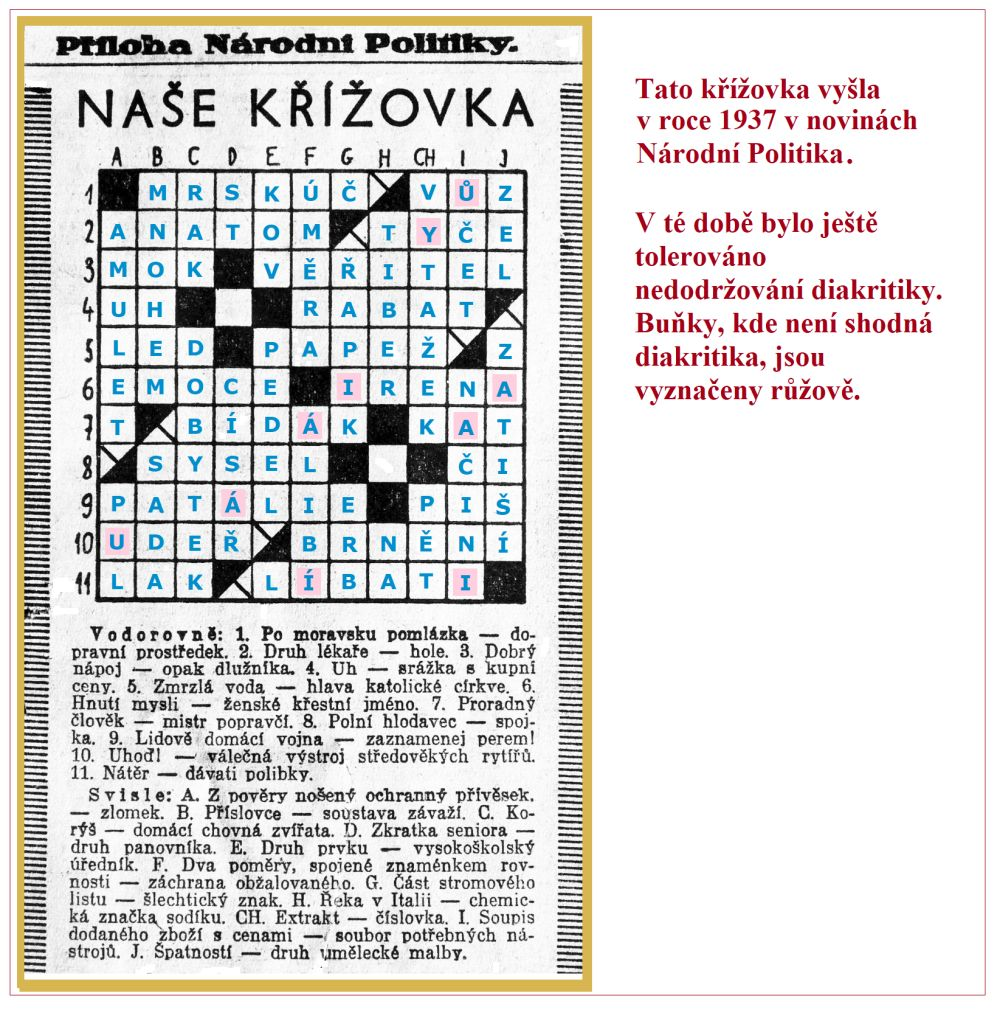
Křížovka v Národní Politice z roku 1937

„Křížovka je vědomostně kombinační úloha založená na úplném nebo částečném křižování výrazů vpisovaných po znacích do obrazce a obsahující tajenku.“ Takto definuje křížovku Český svaz hádankářů a křížovkářů ve svých „Směrnicích pro tvorbu křížovek“.
Základními prvky křížovky jsou: název křížovky, legenda, obrazec, vpisované výrazy a tajenka. Název křížovky (označení druhu křížovky, legenda a obrazec jsou zpravidla součástmi zadání křížovky.
Legenda může být součástí křížovky, nebo může být uvedená odděleně. Cílem hádanky je obvykle vyluštit tajenku. Tajenka je text, který se objeví v políčkách označených v legendě nebo přímo v obrazci. Tajenka může být v textu skryta podle nějakého pravidla, například v nějaké diagonále. Tajenka je obvykle nějaký citát nebo vtip eventuálně doplňuje text souvisejícího článku nebo komentář k obrázku.

## Druhy křížovek
Ve světě i v Čechách se vyvinulo velké množství druhů a variant těchto úloh. Základní dělení je na křížovky:
- S úplným křižováním – všechna políčka obsahují znaky, které jsou součástí výrazů v obou směrech
- S neúplným křižováním – některá políčka obsahují znaky, které nejsou součástí výrazů v obou směrech

### Značení políček
Podle způsobů značení počátku vpisovaných výrazů se křížovky označují jako 
- Francouzské – označují se sloupce a řádky od levého horního rohu v jednom směru číslicemi a v kolmém směru písmeny (jako klasické české křížovky), pak je legenda rozdělena na výrazy psané vodorovně a výrazy psané svisle
- Americké a britské – první políčko výrazu je očíslováno
- Švédské – legenda se vpisuje do obrazce křížovky do prázdného políčka před prvním políčkem výrazu

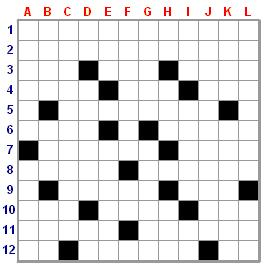
Francouzská křížovka
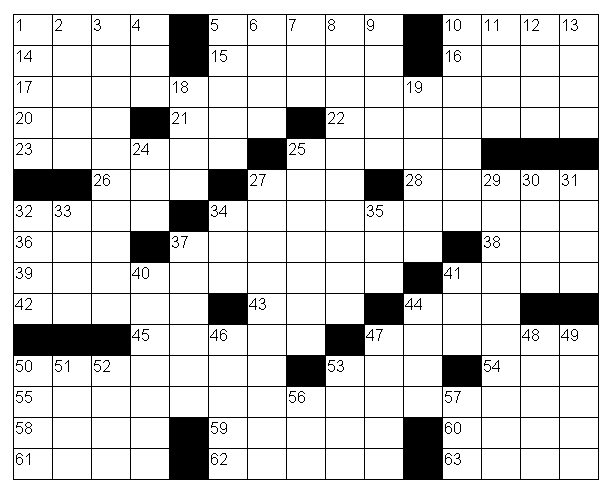
Americká křížovka
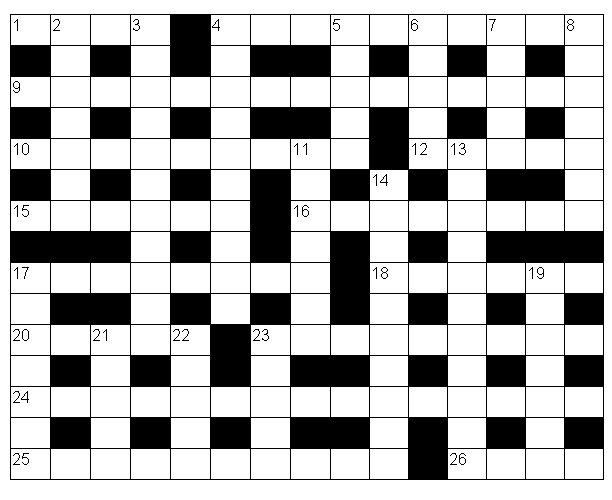
Britská křížovka
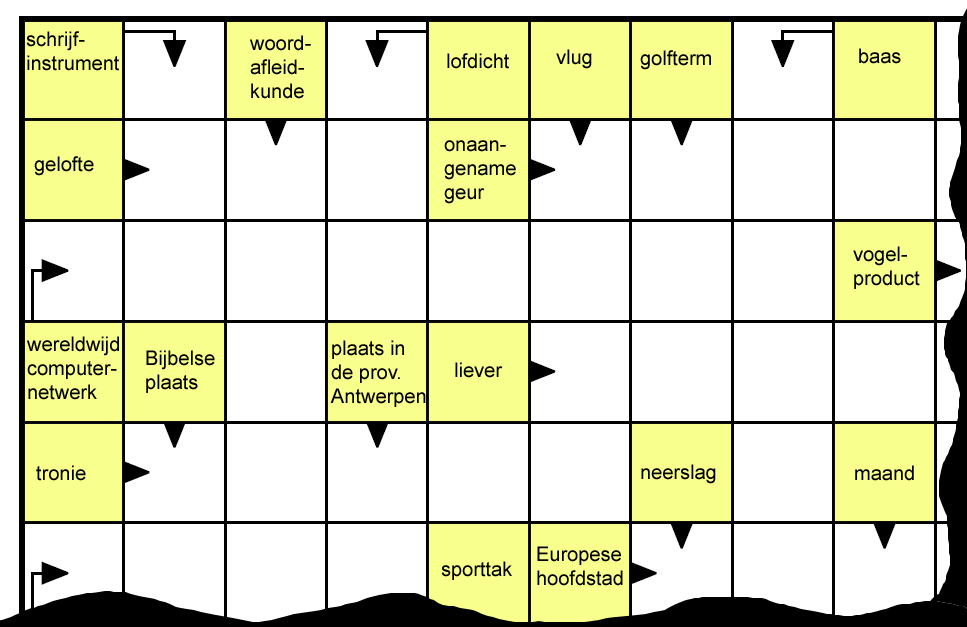
Švédská křížovka

## Historie
Koncem devatenáctého století se v časopisech začaly objevovat pro zábavu různé slovní hříčky a hádanky často spojené s nějakým grafickým uspořádáním. Stále častěji se objevovaly hříčky, kde se slova zapisovaly křížem – vodorovně a svisle.
První křížovka byla otištěna ve Sborníku hádanek Zlaté Prahy v roce 1899. Vymyslela ji Mlada Antošová z Modřan. Tato křížovka sice ještě neměla charakteristickou mřížku, jak ji známe dnes, ale o pravou křížovku se jednalo, protože výrazy se křižovaly ve dvou směrech a řešily se podle legendy, což je základní princip křížovek.
V Guinnessově knize rekordů a dalších publikacích je uváděn jako vynálezce křížovky Angloameričan Arthur Wynne. Jeho první křížovka byla uveřejněna 21. prosince 1913 v New York World.
V Čechách se křížovky získaly poměrně brzy značnou oblibu. Pravidla pro jejich vytváření se postupně zpřísňovala. Kladl se větší důraz na dodržování diakritiky a symetrii obrazce. Postupně vymizely komolené výrazy, v legendě doplňované poznámkami (bez hlavy) = bez prvního písmene a (bez paty) = bez posledního písmene.
Od 18. ledna 1925 byly křížovky nového typu (zvané též americké křížovky, pod názvem criss-cross puzzle) publikované v Lidových novinách.
V roce 1968 byl založen Svaz českých hádankářů a křížovkářů, který od 17. února 2017 nese název Český svaz hádankářů a křížovkářů, z. s.

## Křížovka jako hra
Křížovku lze použít i jako jednu z her pro děti v klubovně, místnosti. Mohou si nakreslit čtverečkovanou síť 3x3 a do ní vepsat
slova o třech písmenech tak, aby měla smysl vodorovně i svisle. Tajenku není třeba vymýšlet. U starších dětí lze zadat síť větší, třeba 5x5
Lze v luštění křížovek soutěžit. Zkopírovat a namnožit stejnou křížovku a dětem dát úkol ji vyluštit. Kdo dříve úkol zvládne, vyhrál.